# Halbteilungsgrundsatz
Der Halbteilungsgrundsatz hat im deutschen Recht zwei Bedeutungen:

## Familienrecht
Im deutschen Familienrecht handelt es sich um einen Grundsatz, der die rechtlichen Folgen der Trennung und Scheidung von Eheleuten bestimmt.
Bei der Ermittlung der Höhe des Trennungsunterhaltes und des nachehelichen Unterhalts soll jedem der Ehegatten im Ausgangspunkt die Hälfte des gemeinschaftlichen, die ehelichen Lebensverhältnisse prägenden Einkommens zur Verfügung stehen. Dabei werden nicht die reinen Nettoeinkünfte berücksichtigt, vielmehr werden diese in der Regel bereinigt um berufsbedingte Aufwendungen, sonstige die ehelichen Lebensverhältnisse prägenden Unterhaltslasten und andere Verbindlichkeiten sowie um einen Verdieneranreiz (sog. Erwerbstätigenbonus oder Anreiz-Siebtel). Kann ein Ehegatte seinen nach dem Halbteilungsgrundsatz ermittelten Bedarf nicht durch eigene Einkünfte decken, so steht ihm unter weiteren Voraussetzungen ein Unterhaltsanspruch gegen den anderen Ehegatten zu. Dem Verpflichteten muss seinerseits regelmäßig die Hälfte der zusammengerechneten bereinigten Einkünfte verbleiben.
Der Halbteilungsgrundsatz bestimmt auch den Ausgleich des ehelichen Zugewinns, den Versorgungsausgleich und die Hausratsteilung – wobei der Ausdruck Grundsatz bereits andeutet, dass Ausnahmen durchaus möglich sind.

## Steuerrecht
Zum Halbteilungsgrundsatz im deutschen Steuerrecht, der vom Bundesverfassungsgericht aus Artikel 14 des Grundgesetzes für die Bundesrepublik Deutschland hergeleitet worden war, vgl. Vermögensteuer. Bei Einkommensteuer und Gewerbesteuer gibt es nach einer Entscheidung des Bundesverfassungsgerichts keine absolute Belastungsobergrenze in der Nähe einer hälftigen Teilung. Das Gericht bestätigte damit eine Entscheidung des Bundesfinanzhofs, der die Anwendung des Halbteilungsgrundsatzes auf die Einkommensteuer abgelehnt und eine Steuerbelastung von etwa 60 % durch Einkommen- und Gewerbesteuer für verfassungsgemäß erachtet hatte.